# Andrej Jerman
Andrej Jerman (ur. 30 września 1978 w Tržiču) – słoweński narciarz alpejski, wicemistrz świata juniorów.

## Kariera
Po raz pierwszy na arenie międzynarodowej pojawił się w 1995 roku, startując na olimpijskim festiwalu młodzieży Europy w Andorze. Był tam między innymi trzeci w gigancie. Na rozgrywanych trzy lata później mistrzostwach świata juniorów w Megève wywalczył srebrny medal w supergigancie.
W zawodach Pucharu Świata zadebiutował 12 grudnia 1998 roku w Val d’Isère, zajmując 57. miejsce w zjeździe. Pierwsze pucharowe punkty wywalczył 13 stycznia 2002 roku w Wengen, gdzie zajął 8. miejsce w kombinacji. Na podium zawodów PŚ po raz pierwszy stanął 23 lutego 2007 roku w Garmisch-Partenkirchen, wygrywając rywalizację w gigancie. W zawodach tych wyprzedził Austriaka Hansa Gruggera i Erika Guaya z Kanady. W kolejnych startach jeszcze trzy razy stawał na podium: 24 lutego 2007 roku w Garmisch-Partenkirchen był drugi w zjeździe, 26 stycznia 2008 roku w Chamonix był trzeci w tej konkurencji, a 29 grudnia 2009 roku w Bormio ponownie triumfował w zjeździe. Najlepsze wyniki osiągnął w sezonie 2007/2008, kiedy zajął 16. miejsce w klasyfikacji generalnej.
W 2002 roku wystąpił na igrzyskach olimpijskich w Salt Lake City, gdzie zajął 21. miejsce w supergigancie i 28. miejsce w zjeździe. Na rozgrywanych cztery lata później igrzyskach  w Turynie zajął między innymi 19. miejsce w kombinacji. Brał też udział w igrzyskach olimpijskich w Vancouver w 2010 roku, plasując się pod koniec trzeciej dziesiątki. Był też między innymi dwunasty w superkombinacji podczas mistrzostw świata w Val d’Isère w 2009 roku.
W 2014 roku zakończył karierę.

## Osiągnięcia
| Miejsce | Dzień     | Rok  | Miejscowość    | Konkurencja     | Czas biegu | Strata | Zwycięzca           |
| ------- | --------- | ---- | -------------- | --------------- | ---------- | ------ | ------------------- |
| 28.     | 10 lutego | 2002 | Salt Lake City | Zjazd           | 1:39,13    | +2,72  | Fritz Strobl        |
| DNF2    | 13 lutego | 2002 | Salt Lake City | Kombinacja      | 3:17,56    | -      | Kjetil André Aamodt |
| 21.     | 16 lutego | 2002 | Salt Lake City | Supergigant     | 1:21,58    | +2,77  | Kjetil André Aamodt |
| 28.     | 12 lutego | 2006 | Turyn          | Zjazd           | 1:48,80    | +2,90  | Antoine Dénériaz    |
| 19.     | 14 lutego | 2006 | Turyn          | Kombinacja      | 3:09,45    | +4,45  | Ted Ligety          |
| 28.     | 18 lutego | 2006 | Turyn          | Supergigant     | 1:30,65    | +2,55  | Kjetil André Aamodt |
| 28.     | 15 lutego | 2010 | Vancouver      | Zjazd           | 1:54,31    | +2,04  | Didier Défago       |
| DNF     | 19 lutego | 2010 | Vancouver      | Supergigant     | 1:30,34    | -      | Aksel Lund Svindal  |
| 27.     | 21 lutego | 2010 | Vancouver      | Superkombinacja | 2:44,92    | +5,92  | Bode Miller         |

### Mistrzostwa świata
| Miejsce | Dzień       | Rok  | Miejscowość  | Konkurencja     | Czas biegu | Strata | Zwycięzca           |
| ------- | ----------- | ---- | ------------ | --------------- | ---------- | ------ | ------------------- |
| 30.     | 2 lutego    | 2003 | Sankt Moritz | Supergigant     | 1:38,80    | +3,44  | Stephan Eberharter  |
| 15.     | 6 lutego    | 2003 | Sankt Moritz | Kombinacja      | 3:18,41    | +4,42  | Bode Miller         |
| 28.     | 8 lutego    | 2003 | Sankt Moritz | Zjazd           | 1:43,54    | +3,06  | Michael Walchhofer  |
| 17.     | 29 stycznia | 2005 | Bormio       | Supergigant     | 1:27,55    | +2,09  | Bode Miller         |
| 15.     | 3 lutego    | 2005 | Bormio       | Kombinacja      | 3:19,10    | +5,70  | Benjamin Raich      |
| 20.     | 5 lutego    | 2005 | Bormio       | Zjazd           | 1:56,22    | +1,80  | Bode Miller         |
| 23.     | 6 lutego    | 2007 | Åre          | Supergigant     | 1:14,30    | +1,33  | Patrick Staudacher  |
| 21.     | 8 lutego    | 2007 | Åre          | Superkombinacja | 2:28,99    | +3,54  | Daniel Albrecht     |
| 17.     | 11 lutego   | 2007 | Åre          | Zjazd           | 1:44,68    | +1,90  | Aksel Lund Svindal  |
| 25.     | 4 lutego    | 2009 | Val d’Isère  | Supergigant     | 1:19,41    | +4,11  | Didier Cuche        |
| 13.     | 7 lutego    | 2009 | Val d’Isère  | Zjazd           | 2:07,01    | +1,97  | John Kucera         |
| 12.     | 9 lutego    | 2009 | Val d’Isère  | Superkombinacja | 2:23,00    | +3,32  | Aksel Lund Svindal  |
| 16.     | 9 lutego    | 2011 | Ga-Pa        | Supergigant     | 1:38,31    | +3,04  | Christof Innerhofer |
| 17.     | 12 lutego   | 2011 | Ga-Pa        | Zjazd           | 1:58,41    | +2,75  | Erik Guay           |

### Puchar Świata

#### Miejsca w klasyfikacji generalnej
- sezon 1998/1999: -
- sezon 1999/2000: -
- sezon 2001/2002: 63.
- sezon 2002/2003: 52.
- sezon 2003/2004: 124.
- sezon 2004/2005: 111.
- sezon 2005/2006: 83.
- sezon 2006/2007: 24.
- sezon 2007/2008: 16.
- sezon 2008/2009: 34.
- sezon 2009/2010: 30.
- sezon 2010/2011: 45.
- sezon 2012/2013: 129.

#### Miejsca na podium w zawodach chronologicznie
1. Garmisch-Partenkirchen – 23 lutego 2007 (zjazd) – 1. miejsce
2. Garmisch-Partenkirchen – 24 lutego 2007 (zjazd) – 2. miejsce
3. Chamonix – 26 stycznia 2008 (zjazd) – 3. miejsce
4. Bormio – 29 grudnia 2009 (zjazd) – 1. miejsce